# Lee Sheldon
Lee Sheldon es un diseñador de videojuegos, novelista, ensayista, productor y guionista de televisión. 
Sheldon se licenció en Bellas artes en categorías de Dirección Escénica en la Universidad de Boston, y en dirección fílmica en el California Institute of the Arts. 
Actualmente está en nómina de la Universidad de Indiana en el departamento de telecomunicaciones como profesor adjunto.

## Como escritor
Es el autor de la novela de misterio Impossible Bliss, del libro de no-ficción Character Development and Storytelling for Games en el que habla de la narración y el desarrollo de una historia en el medio del videojuego.

## Trabajos en televisión
Su historial televisivo incluye la acreditación como guionista en series como Los ángeles de Charlie, Quincy, M.E., Cagney & Lacey, The Edge of Night, Snoops, Another World y Star Trek: La nueva generación. 

## Videojuegos
Tras sus trabajos para televisión, se pasó al diseño y escritura de videojuegos, más concretamente de aventuras gráficas, donde realizó labores de escritura y diseño en los juegos de Ripley's Believe It or Not!: The Riddle of Master Lu para la compañía Sanctuary Woods en 1995. Más adelante desempeñó labores similares en los juegos Dark Side of the Moon, Temüjin o Wild Wild West: The Steel Assassin en la compañía Southpeak Interactive. Recientemente ha trabajado en el diseño de la serie de aventuras gráficas basadas en la obra de Agatha Christie publicadas por The Adventure Company ("Agatha Christie: Y no quedó ninguno", "Asesinato en el Orient Express" y "Maldad bajo el sol"). También diseño " The Multiplayer Classroom".